# Ocyptamus rugosifrons
Ocyptamus rugosifrons är en tvåvingeart som först beskrevs av Ignaz Rudolph Schiner 1868.  Ocyptamus rugosifrons ingår i släktet Ocyptamus och familjen blomflugor. Inga underarter finns listade i Catalogue of Life.